# کردوان رئیسی
کُردَوان رئیسی، روستایی است از توابع بخش کاکی شهرستان دشتی در استان بوشهر جنوب ایران.

## جمعیت
این روستا در دهستان کبگان قرار دارد. بر اساس سرشماری سال ۱۳۹۵ آمار رسمی جمعیت روستا ۵۱۳ نفر (با ۷۹ خانوار) می‌باشد.

## موقعیت
کردوان رئیسی در فاصله ۷۰ کیلومتری از مرکز شهرستان دشتی (خورموج) واقع شده‌است. این روستا، شمال رودخانه مند در منتهای جنوبی کوه مند قرار دارد و با روستاهای میته، زیارت ساحلی، اسماعیل‌محمودی، کردوان سفلی و کردوان علیا همجوار می‌باشد.
شغل اصلی مردم این روستا کشاورزی، دامپروری و صیادی و شرکت نفت و گاز است.

## مردم‌شناسی، زبان و گویش
گویش مردم کردوان گونه روستایی و سنتی گویش دشتی است.
گویش مردم منطقه دشتی است که یکی از اصیل‌ترین گویش‌های ایران بوده و ریشه در زبان ‌های باستان ایران و زبان پهلوی ساسانی دارد و کلمات و اصطلاحاتی به همان سبک و قالب زبان پهلوی هنوز هم با گذشت چند قرن در آن محفوظ مانده و در زبان محاوره‌ای مورد استفاده قرار می‌گیرد.